# Knuppelslakken
Knuppelslakken (Eubranchidae) zijn een familie van weekdieren uit de klasse van de Gastropoda (slakken).

## Geslachten
- Amphorina Quatrefages, 1844
- Capellinia Trinchese, 1873
- Eubranchus Forbes, 1838
- Leostyletus Martynov, 1998

### Taxon inquirendum
- Galvinella Eliot, 1907
- Guyvalvoria Vayssière, 1906